# ويليام هاميلتون (لاعب كرة قدم أيرلندي شمالي)
ويليام هاميلتون (بالإنجليزية: William Hamilton)‏ (4 مايو 1859 بمقاطعة لاوث في جمهورية أيرلندا - 4 مارس 1914) هو لاعب كركيت ولاعب كرة قدم أيرلندي شمالي في مركز الهجوم. شارك مع منتخب أيرلندا الشمالية لكرة القدم ومنتخب أيرلندا للكريكت.

## وصلات خارجية
- ويليام هاميلتون على موقع ناشيونال فوتبول تيمز (الإنجليزية)